# 김지정
김지정(金志貞)은 신라 혜공왕 때 대신이다. 신라 왕족 출신이라고 한다.
삼국사기에 따르면 혜공왕은 어릴 때 즉위하여, 정치를 잘하지 못하였고 사치와 방탕이 심하여 나라의 기강이 문란하였다. 이찬 벼슬에 있다가 780년에 2월 궁궐을 포위하고 혜공왕을 살해하였다. 동년 4월에 "상대등 김양상(金良相), 이찬 김경신(金敬信) 등의 공격으로 죽었다"라고 되어 있다.
반면, 삼국유사에는 나라 안에 큰 난리가 생기고, 혜공왕은 김양상, 김경신에게 살해되었다고 되어 있다. 따라서 김지정의 난은 당시 실권을 장악한 상대등 김양상과 이찬 김경신을 겨냥한 것이라는 학계의 견해가 있다.
김지정의 난 이후에 김지정과 혜공왕의 일족이 모두 죽었고, 김양상이 선덕왕으로 즉위하였다.

## 같이 보기
- 혜공왕
- 김양상
- 김경신